# Antonio Adán
Antonio Adán Garrido, född 13 maj 1987 i Madrid, är en spansk fotbollsmålvakt. 

## Klubbkarriär
Åren 2004 och 2005 spelade Adán i Real Madrids C-lag och åren 2006, 2007 och 2008 i B-laget. Under försäsongsträningen för säsongen 2009-2010 blev Adán uttagen som tredjemålvakt efter att den förra tredjemålvakten Jordi Codina blivit såld till Getafe CF.
Adán fick göra sin officiella debut för Real Madrids A-lag den 8 december 2010, då han ersatte den skadade Jerzy Dudek i 44:e minuten mot AJ Auxerre i UEFA Champions League, matchen vann Real Madrid med 4-0. Månaden efter fick han förtroendet av tränare José Mourinho att spela 90 minuter mot Levante UD i cupen, matchen förlorade Madrid med 0-2 men man vann totalt med 8-2 då man hade med sig 8-0 från första mötet.
Debuten i ligan kom den 13 februari efter att Espanyols José Callejón kom i friläge och kontakt uppstod mellan Callejón och Casillas. Casillas visades ut direkt, detta i andra matchminuten. Adán blev inbytt och höll nollan efter en imponerande insats av både honom själv men även resten av laget, Real Madrid vann matchen med 1-0 efter mål av Marcelo.
I följande match (19 februari) fick Adán spela 90 minuter mot Levante UD för Iker Casillas var avstängd sen föregående match mot Espanyol och Jerzy Dudek var skadad, även i denna matchen höll Adán nollan och Madrid laget vann matchen med 2-0.
Den 20 augusti 2020 värvades Adán av Sporting Lissabon, där han skrev på ett tvåårskontrakt. I november 2021 förlängde Adán sitt kontrakt i klubben fram till 2024.

## Landslagskarriär
Sommaren 2006 var Adán kapten i det spanska U19-landslaget som vann U19-EM. Fyra andra spelare från Real Madrids ungdomslag fanns med i truppen: Javi García, Esteban Granero, Juan Mata och Alberto Bueno.

## Meriter
Real Madrid
- La Liga: 2011/2012
- Spanska cupen: 2010/2011
- Spanska supercupen: 2012

 Real Betis
- Segunda División: 2014/2015

 Atlético Madrid
- Uefa Super Cup: 2018

 Sporting Lissabon
- Primeira Liga: 2020/2021, 2023/2024
- Portugisiska Ligacupen: 2020/2021, 2021/2022
- Supertaça Cândido de Oliveira: 2021

 Spanien U19
- U19-Europamästerskapet: 2006